# 大圣堂 (吉他独奏曲)
大圣堂（La Catedral），又译大教堂，吉他独奏曲，巴拉圭吉他演奏家、作曲家巴里奥斯所作，为其代表作之一。本曲最早作于1921年，完整部分完成于1939年。
完整版的《大圣堂》共分为三个部分，1921年所作的是前两个部分，第一部分属于行板，第二部分属于快板。1939年巴里奥斯在古巴时为这首曲子加上了第三部分，属于前奏，这首前奏是献给他挚爱的妻子的。